# Костычи (Брестская область)
Ко́стычи (бел. Костычы) — деревня в Брестском районе Брестской области Белоруссии. Входит в состав Клейниковского сельсовета. Расположена в 5,5 км по автодорогам к северо-западу от центра сельсовета и в 13,5 км по автодорогам к северо-западу от центра Бреста, в 6 км от железнодорожной станции Скоки, на реке Лесная.

## История
Впервые упоминается в XVI веке как село в Берестейском повете Берестейского воеводства ВКЛ — в 1566 году обозначена в актах Слонимского земского суда. 
В XIX веке — деревня Мотыкальской волости Брестского уезда Гродненской губернии, входила в состав имения Теребунь. В 1858 году владение графов Грабовских.
По переписи 1897 года — 28 дворов, ветряная мельница.
После Рижского мирного договора 1921 года — в составе гмины Мотыкалы Брестского повята Полесского воеводства Польши, 18 дворов. С 1939 года — в составе БССР.